# Championnats du monde de la FIBT 2011
Navigation
Édition précédente Édition suivante
Les Championnats du monde de la FIBT 2011 se déroulent du 14 février 2011 au 27 février 2011 à Königssee (Allemagne) sous l'égide de la Fédération internationale de bobsleigh et de tobogganing (FIBT).Il y a six titres à attribuer au total : trois en bobsleigh (bob à deux masculin, bob à quatre masculin et bob à deux féminin), deux en skeleton (individuel masculin et individuel féminin) et enfin un en équipe mixte (bobsleigh + skeleton). Il s'agit d'une compétition annuelle (hors année olympique).

## Calendrier des épreuves
| ent. | Entraînement | c | Course |

| Événements    | Événements     | Calendrier (février-mars) | Calendrier (février-mars) | Calendrier (février-mars) | Calendrier (février-mars) | Calendrier (février-mars) | Calendrier (février-mars) | Calendrier (février-mars) | Calendrier (février-mars) | Calendrier (février-mars) | Calendrier (février-mars) | Calendrier (février-mars) | Calendrier (février-mars) | Calendrier (février-mars) | Calendrier (février-mars) |
| Événements    | Événements     | 15                        | 16                        | 17                        | 18                        | 19                        | 20                        | 21                        | 22                        | 23                        | 24                        | 25                        | 26                        | 27                        |                           |
| ------------- | -------------- | ------------------------- | ------------------------- | ------------------------- | ------------------------- | ------------------------- | ------------------------- | ------------------------- | ------------------------- | ------------------------- | ------------------------- | ------------------------- | ------------------------- | ------------------------- | ------------------------- |
| Bobsleigh     | Bob à 4        |                           |                           |                           |                           |                           |                           |                           | ent.                      | ent.                      |                           |                           | c                         | c                         |                           |
| Bobsleigh     | Bob à 2 Hommes | ent.                      | ent.                      | ent.                      |                           | c                         | c                         |                           |                           |                           |                           |                           |                           |                           |                           |
| Bobsleigh     | Bob à 2 Femmes | ent.                      | ent.                      | ent.                      | c                         | c                         |                           |                           |                           |                           |                           |                           |                           |                           |                           |
| Skeleton      | Hommes         |                           |                           |                           |                           |                           |                           | ent.                      | ent.                      | ent.                      | c                         | c                         |                           |                           |                           |
| Skeleton      | Femmes         |                           |                           |                           |                           |                           |                           | ent.                      | ent.                      | ent.                      |                           | c                         | c                         |                           |                           |
| Épreuve mixte | Épreuve mixte  |                           |                           |                           |                           |                           | c                         |                           |                           |                           |                           |                           |                           |                           |                           |

## Podiums
| Épreuves                                  | Or                                                                    | Argent                                                                           | Bronze                                                                  |
| ----------------------------------------- | --------------------------------------------------------------------- | -------------------------------------------------------------------------------- | ----------------------------------------------------------------------- |
| Bob à deux masculin résultats détaillés   | Russie Alexsandr Zubkov Alekseï Voïevoda                              | Allemagne Thomas Florschuetz Kevin Kuske Allemagne Manuel Machata Andreas Bredau |                                                                         |
| Bob à quatre masculin résultats détaillés | Allemagne Manuel Machata Richard Adjei Andreas Bredau Christian Poser | Allemagne Karl Angerer Christian Friedrich Alex Mann Gregor Bermbach             | États-Unis Steven Holcomb Justin Olsen Steven Langton Curtis Tomasevicz |
| Bob à deux féminin résultats détaillés    | Allemagne Cathleen Martini Romy Logsch                                | États-Unis Shauna Rohbock Valerie Fleming                                        | Canada Kaillie Humphries Heather Moyse                                  |

| Épreuves                   | Or             | Argent              | Bronze                |
| -------------------------- | -------------- | ------------------- | --------------------- |
| Hommes résultats détaillés | Martins Dukurs | Alexander Tretiakov | Frank Rommel          |
| Femmes résultats détaillés | Marion Thees   | Anja Huber          | Mellisa Hollingsworth |

| Épreuves                         | Or | Argent                                                                                     | Bronze                                                                                                |
| -------------------------------- | --- | ------------------------------------------------------------------------------------------ | --- |
| Équipe mixte résultats détaillés | Allemagne Michi Halilovic Sandra Kiriasis Stephanie Schneider Marion Thees Francesco Friedrich Florian Becke | Allemagne Frank Rommel Cathleen Martini Kristin Steinert Anja Huber Karl Angerer Alex Mann | Canada Jon Montgomery Kaillie Humphries Heather Moyse Mellisa Hollingsworth Lyndon Rush Cody Sorensen |

## Tableau des médailles
| Rang | Nation     | Or | Argent | Bronze | Total |
| ---- | ---------- | -- | ------ | ------ | ----- |
| 1    | Allemagne  | 4  | 5      | 1      | 10    |
| 2    | Russie     | 1  | 1      | 0      | 2     |
| 3    | Lettonie   | 1  | 0      | 0      | 1     |
| 4    | États-Unis | 0  | 1      | 1      | 2     |
| 5    | Canada     | 0  | 0      | 3      | 3     |

## Résultats détaillés

### Bobsleigh

#### Bob à deux masculin
| Rang              | Bobeurs                                       | Temps         |
| ----------------- | --------------------------------------------- | ------------- |
| Médaille d'or     | Russie Alexsandr Zubkov Alekseï Voïevoda      | 3 min 20 s 72 |
| Médaille d'argent | Allemagne Thomas Florschuetz Kevin Kuske      | +0 s 18       |
| Médaille d'argent | Allemagne Manuel Machata Andreas Bredau       | +0 s 18       |
| 4                 | Suisse Beat Hefti Thomas Lamparter            | +0 s 28       |
| 5                 | Allemagne Karl Angerer Alexander Roediger     | +0 s 55       |
| 6                 | États-Unis Steven Holcomb Steven Langton      | +0 s 79       |
| 6                 | Italie Simone Bertazzo Matteo Torchio         | +0 s 79       |
| 8                 | Roumanie Nicolae Istrate Florin Cezar Craciun | +1 s 34       |

#### Bob à quatre masculin
| Rang               | Bobeurs                                                                 | Temps         |
| ------------------ | ----------------------------------------------------------------------- | ------------- |
| Médaille d'or      | Allemagne Manuel Machata Richard Adjei Andreas Bredau Christian Poser   | 3 min 16 s 58 |
| Médaille d'argent  | Allemagne Karl Angerer Christian Friedrich Alex Mann Gregor Bermbach    | +0 s 52       |
| Médaille de bronze | États-Unis Steven Holcomb Justin Olsen Steven Langton Curtis Tomasevicz | +0 s 68       |
| 4                  | Russie Alexsandr Zubkov Philipp Egorov Dmitry Trunenkov Nikolay Hrenkov | +0 s 87       |
| 4                  | Allemagne Maximilian Arndt Jan Speer Alexander Roediger Martin Putze    | +0 s 87       |
| 6                  | Canada Lyndon Rush David Bissett Cody Sorensen Neville Wright           | +0 s 93       |
| 7                  | Allemagne Thomas Florschuetz Ronny Listner Kevin Kuske Andreas Barucha  | +1 s 16       |
| 8                  | Suisse Gregor Baumann Patrick Bloechliger Alex Baumann Juerg Egger      | +1 s 39       |

#### Bob à deux féminin
| Rang               | Bobeurs                                        | Temps         |
| ------------------ | ---------------------------------------------- | ------------- |
| Médaille d'or      | Allemagne Cathleen Martini Romy Logsch         | 3 min 26 s 11 |
| Médaille d'argent  | États-Unis Shauna Rohbock Valerie Fleming      | +0 s 22       |
| Médaille de bronze | Canada Kaillie Humphries Heather Moyse         | +0 s 63       |
| 4                  | Allemagne Sandra Kiriasis Berit Wiacker        | +0 s 70       |
| 5                  | Canada Helen Upperton Shelley-Ann Brown        | +0 s 88       |
| 6                  | Pays-Bas Esme Kamphuis Judith Vis              | +1 s 41       |
| 7                  | Suisse Sabina Hafner Caroline Spahni           | +1 s 63       |
| 8                  | Allemagne Anja Schneiderheinze Christin Senkel | +1 s 98       |

### Skeleton

#### Hommes
| Rang               | Skeletoneur         | Temps         |
| ------------------ | ------------------- | ------------- |
| Médaille d'or      | Martins Dukurs      | 3 min 23 s 70 |
| Médaille d'argent  | Alexander Tretiakov | +1 s 74       |
| Médaille de bronze | Frank Rommel        | +1 s 98       |
| 4                  | Sandro Stielicke    | +2 s 28       |
| 5                  | Michi Halilovic     | +2 s 29       |
| 6                  | Kristan Bromley     | +2 s 58       |
| 7                  | Matthew Antoine     | +3 s 07       |
| 8                  | Alexander Kröckel   | +3 s 45       |

#### Femmes
| Rang               | Skeletoneur           | Temps         |
| ------------------ | --------------------- | ------------- |
| Médaille d'or      | Marion Thees          | 3 min 28 s 51 |
| Médaille d'argent  | Anja Huber            | +0 s 88       |
| Médaille de bronze | Mellisa Hollingsworth | +1 s 23       |
| 4                  | Shelley Rudman        | +1 s 54       |
| 5                  | Olga Potelitcina      | +2 s 19       |
| 6                  | Katharina Heinz       | +2 s 36       |
| 7                  | Amy Gough             | +2 s 48       |
| 8                  | Darla Deschamps       | +2 s 70       |

### Équipe mixte
| Rang               | Skeletoneur & bobeur                                                                                            | Temps         |
| ------------------ | --- | ------------- |
| Médaille d'or      | Allemagne Michi Halilovic Sandra Kiriasis Stephanie Schneider Marion Thees Francesco Friedrich Florian Becke    | 3 min 26 s 09 |
| Médaille d'argent  | Allemagne Frank Rommel Cathleen Martini Kristin Steinert Anja Huber Karl Angerer Alex Mann                      | +0 s 06       |
| Médaille de bronze | Canada Jon Montgomery Kaillie Humphries Heather Moyse Mellisa Hollingsworth Lyndon Rush Cody Sorensen           | +0 s 87       |
| 4                  | Royaume-Uni Kristan Bromley Paula Walker Rebekah Wilson Shelley Rudman John James Jackson Bruce Tasker          | +1 s 65       |
| 5                  | Russie Sergei Chudinov Olga Fedorova Yulia Timofeeva Olga Potelitcina Alexsandr Zubkov Alekseï Voïevoda         | +1 s 97       |
| 6                  | Russie Alexander Tretiakov Anastasia Skulkina Margarita Ismailova Elena Yudina Alexander Kasjanov Maxim Belugin | +2 s 15       |
| 7                  | Canada Michael Douglas Helen Upperton Shelley-Ann Brown Amy Gough Christopher Spring Derek Plug                 | +2 s 87       |
| 8                  | États-Unis John Daly Elana Meyers Kristi Koplin Anne O'Shea John Napier Jesse Beckom                            | +3 s 26       |